# Autofelge

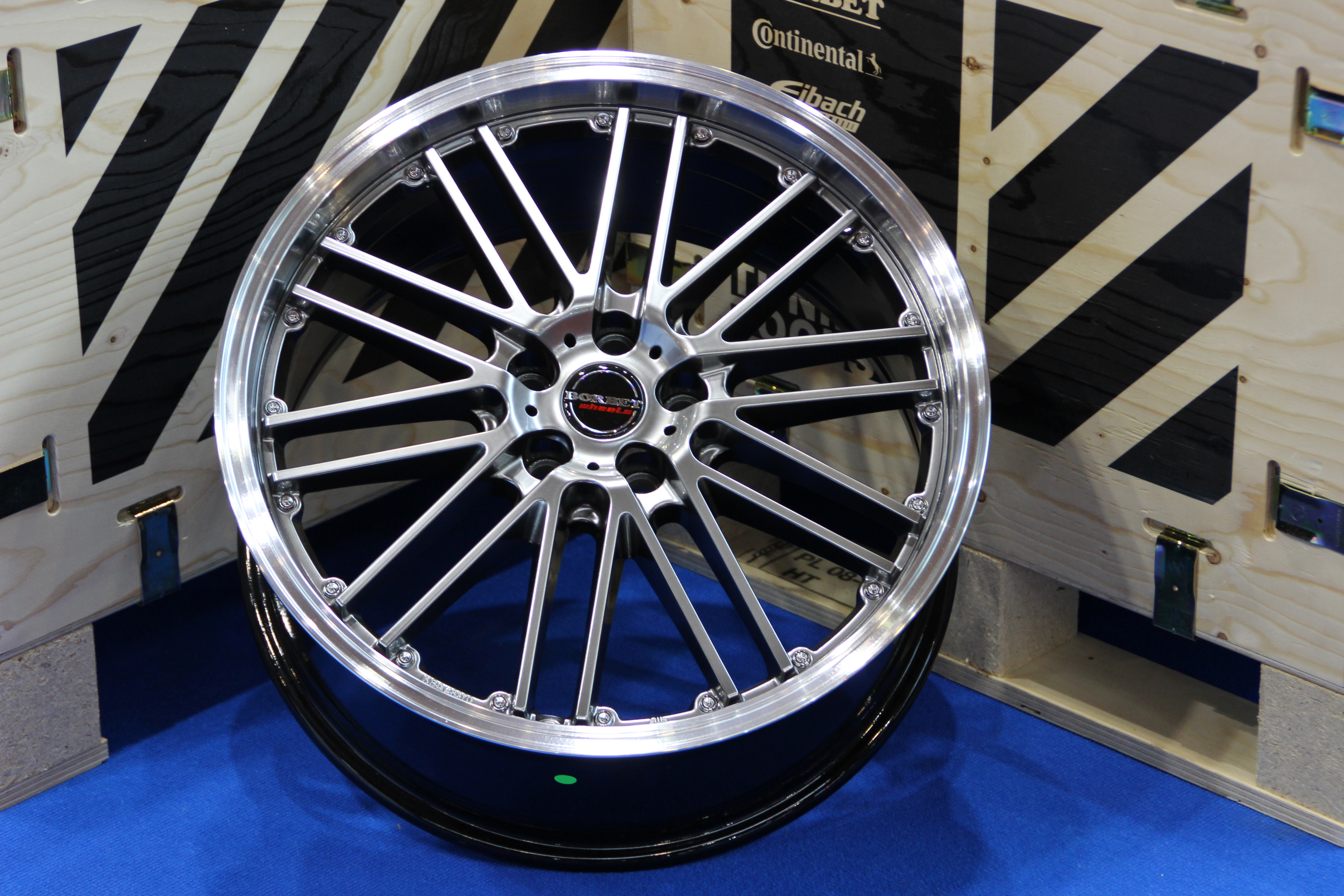
Leichtmetallrad der Marke Borbet

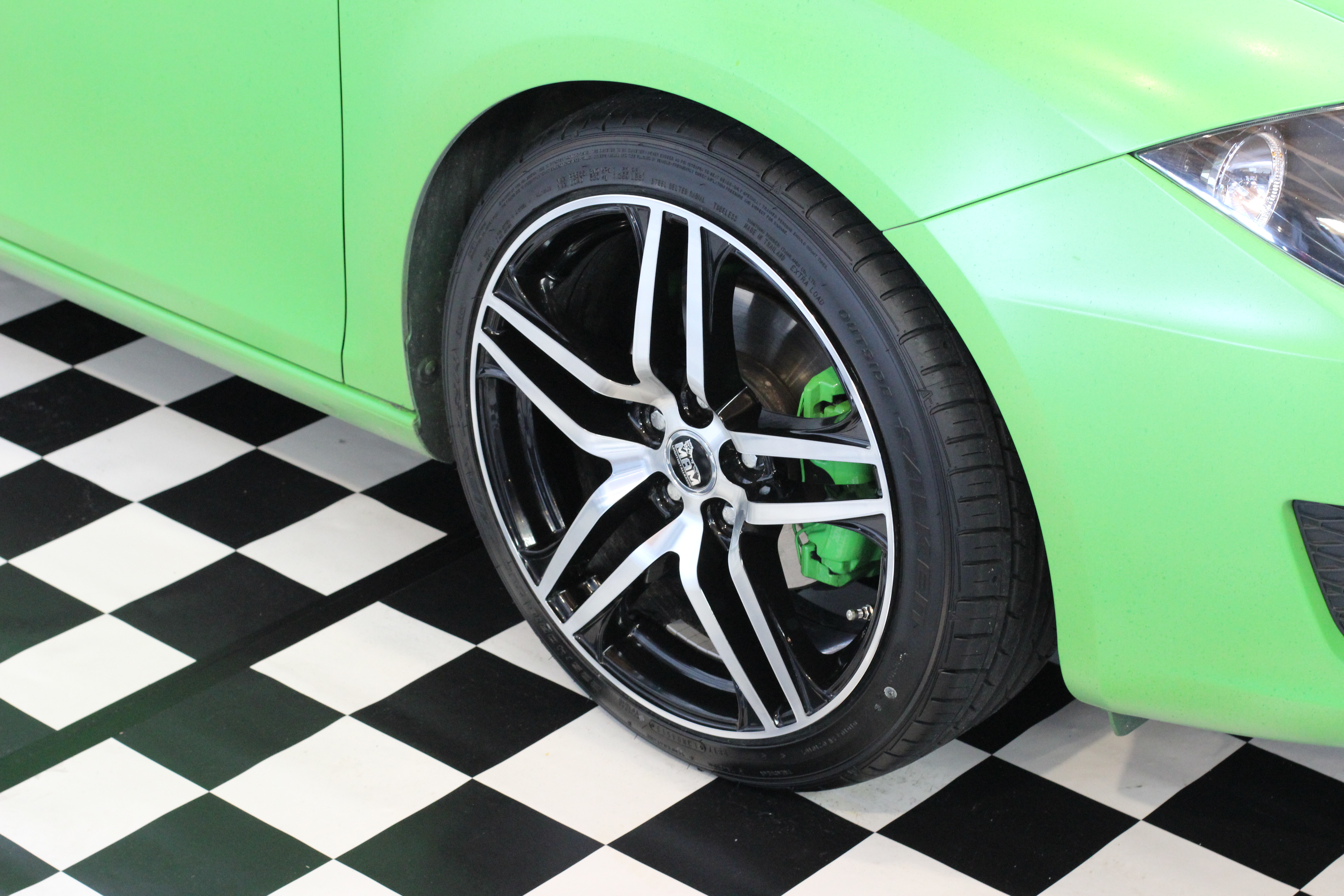
Leichtmetallrad der Marke MAM mit montiertem Niederquerschnittsreifen

Als Autofelge bezeichnet man umgangssprachlich das Rad eines Autos ohne den Autoreifen.
Im eigentlichen Sinne bezeichnet die Felge nur den äußeren Ring, der durch die Radscheibe oder den Radkranz mit dem Radflansch verbunden ist. Räder für Pkw sind nicht zerstörungsfrei zerlegbar, Felge und Radscheibe sind miteinander verschweißt, vernietet oder in einem Stück gegossen, wodurch sich eine fachsprachlich nicht vollständig zutreffende Synonymität von Rad und Felge ergibt (was ähnlich auch für Reifen und Rad gilt). Lediglich für Nutzfahrzeuge wie Spezial-Lkw, Traktoren und einige Sonderanwendungen (Motorsport) sind aus mehreren Teilen zusammenmontierte Räder üblich.

## Materialien
Autoräder werden heute entweder aus gewalztem Stahl hergestellt oder aus Leichtmetall gegossen oder geschmiedet. Stahlräder sind gewöhnlich billiger, jedoch meist weniger ansehnlich als Leichtmetallräder. Leichtmetallräder können leichter ausgeführt werden als Stahlräder, dadurch verringert sich die ungefederte Masse, die Radlastschwankungen werden geringer. Bei modernen Rädern aus hochfesten Stählen mit entsprechend geringeren Wandstärken verschiebt sich der Gewichtsvorteil zugunsten des Stahlrads.
Bei Nutzfahrzeugen werden oft noch Räder aus Stahlguss verwendet, bei Motorrädern dagegen auch schon solche aus Faserverbundwerkstoff (CFK oder mit Aramidfasern verstärkter Kunststoff, umgangssprachlich Carbon und Kevlar genannt).

### Stahlrad

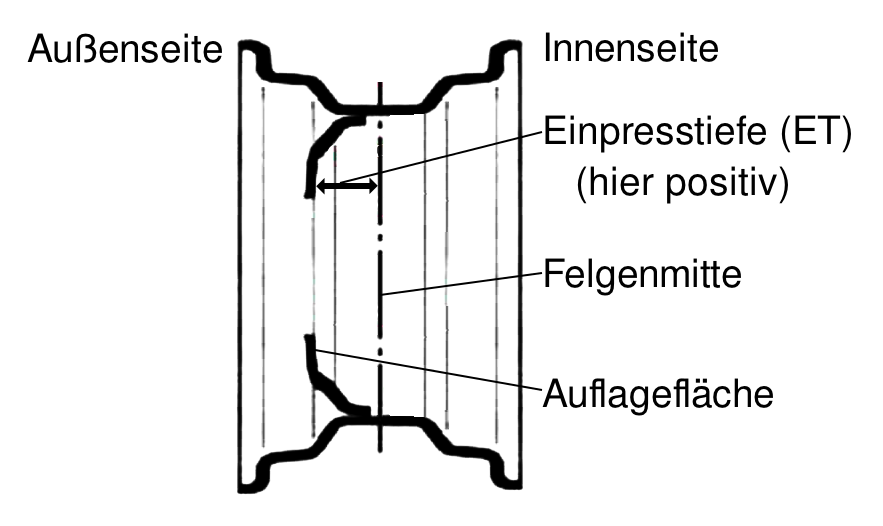
Vereinfachte Schnittdarstellung eines konventionellen Rades aus Stahlblech

Das am häufigsten genutzte Stahlrad ist das Scheibenrad und besteht in der Regel aus der Felge und der Radschüssel oder Radscheibe. Felgen werden aus warmgewalztem Stahl mit hoher Streckgrenze (>600 MPa) gefertigt, die Radscheibe ebenso. Beide sind von der Innenseite abschnittsweise verschweißt, da sich bei durchgehender Schweißung das Bauteil verziehen würde. Die Lage der Schweißnähte ist so gewählt, dass sie bei der dynamischen Fahrbelastung keiner wechselnden Biegespannung ausgesetzt sind. Somit ist die – an dieser Stelle lebenswichtige – Dauerfestigkeit sichergestellt, die bei Schweißnähten besonders kritisch ist.

### Leichtmetallrad

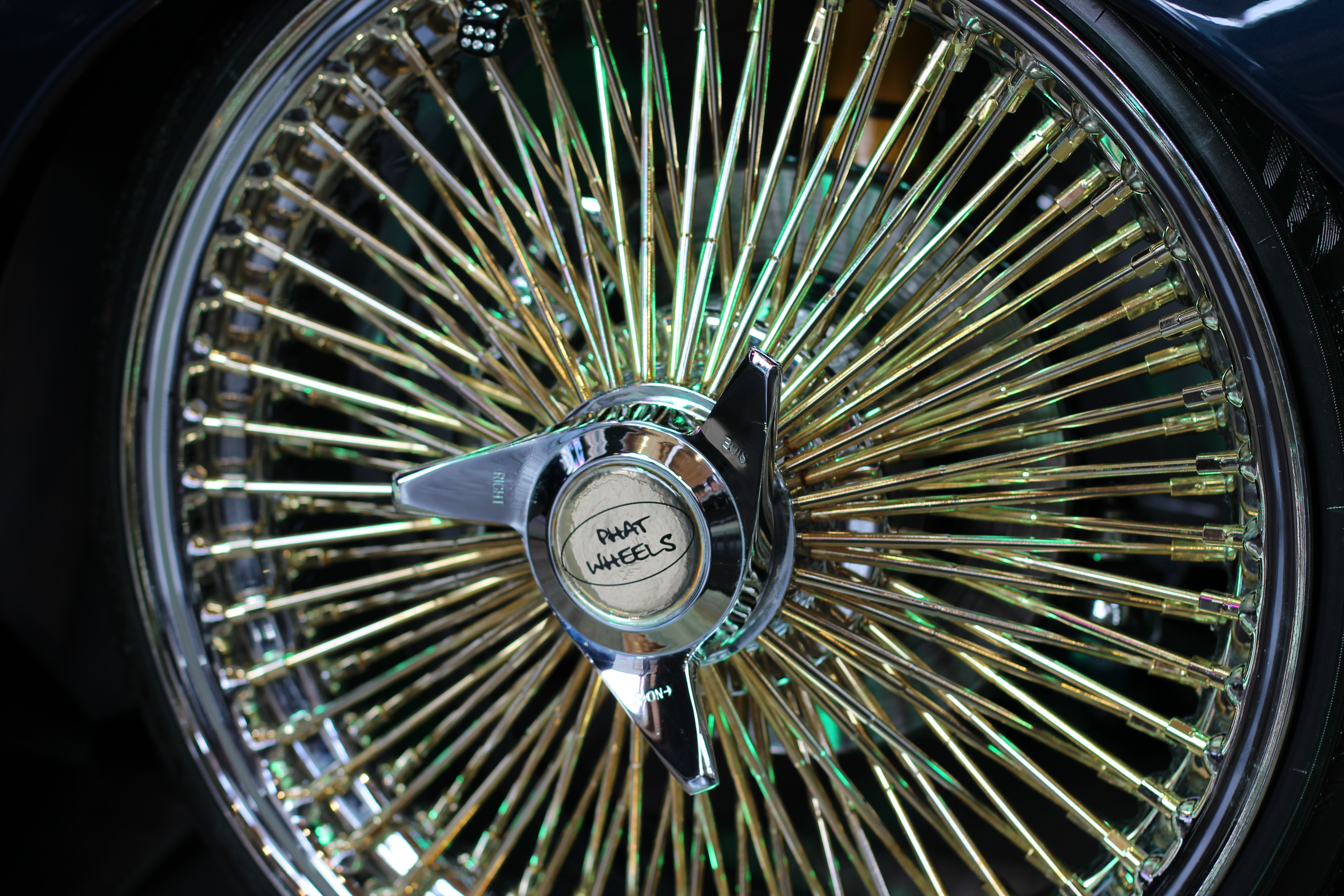
Speichenrad mit Zentralverschluss

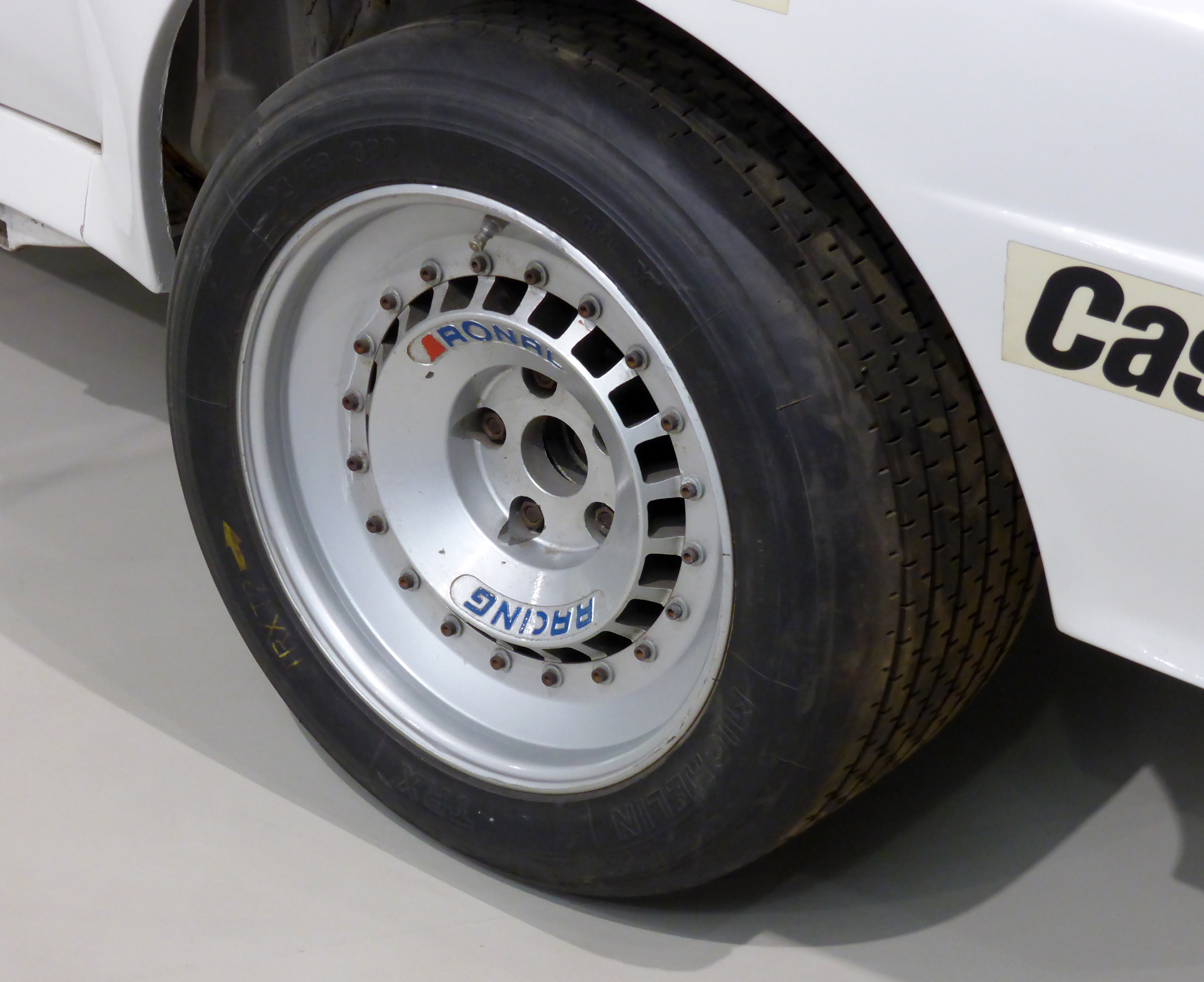
Ronal-Racing-Leichtmetallrad (Audi quattro Rallye-Ausführung, 1983)

Leichtmetallräder sind meist aufpreispflichtige Sonderausstattung. Allerdings gehören sie vor allem bei Fahrzeugen von Premium-Autoherstellern, aber auch zunehmend bei (Sonder-)Modellen preisgünstigerer Marken zur Serienausstattung. Sie werden meist aus Aluminium-, seltener aus Magnesiumlegierungen (Formel 1, Rallye und teure Sportwagen) hergestellt und mit einer Speziallackierung versehen. Man unterscheidet zwischen gegossenen und geschmiedeten Rädern, sowie dem Alubandrad (Scheibenrad, Aufbau wie Stahlrad aus Felge und Radscheibe). Ein geschmiedetes Aluminiumrad kann aufgrund der höheren Festigkeit des Werkstoffes wesentlich leichter als ein gegossenes Rad sein. Die Gefügestrukturen werden im Fertigungsprozess nicht unterbrochen und das Material ist durch das Verformen in hohem Maße kaltverfestigt. Es sind hier noch einteilige von mehrteiligen Rädern zu unterscheiden. Einteilige Leichtmetallräder bestehen aus einem einzigen Stück Metall, während mehrteilige Räder zum Beispiel aus Felgenbett und Radscheibe bestehen, die zusammengeschraubt oder verschweißt werden. Für gewöhnlich werden Leichtmetallräder im Produktionsprozess mit einer matt-silbrigen Lackschicht und einer Klarlackschicht (meistens im Pulverbeschichtungsverfahren) überzogen bzw. seltener mit einer dunkleren Lackierung, unter Umständen in Wagenfarbe. Sogenannte Chrom-Aluräder, die eine hochglänzende Oberfläche durch eine spezielle Pulverbeschichtung erhalten, sind in der Tuning-Szene beliebt. Es gibt auch Leichtmetallräder, deren sichtbare Oberfläche hochglanzpoliert ist.
Leichtmetallräder bieten meist keine verbesserten Fahrleistungen, höhere Sicherheit oder größeren Komfort; sie dienen dem Erscheinungsbild eines Fahrzeugs. Wenn Räder besonders leicht gebaut sind, wie beispielsweise Magnesiumräder, verringern sich die ungefederten Massen, was das Fahrverhalten günstig beeinflusst. Selten wird die Kühlung der Bremsen (größere Luftdurchlässigkeit gegenüber einem typischen Stahlrad) verbessert, weshalb einige Fahrzeughersteller Leichtmetallräder für Sommerreifen, seltener auch für Winterreifen, vorschreiben. Sollte die Bremsanlage eine Felge von mindestens 18 Zoll Durchmesser verlangen, wie zum Beispiel bei einigen Sportwagen, so können auch bei Winterbereifung nur Leichtmetallräder benutzt werden. In älteren Fahrzeugscheinen gab es einen Vermerk, falls ausschließlich Leichtmetallräder verwendet werden dürfen, wobei auch hier zwischen Sommer- und Winterrädern unterschieden wurde.
Problematisch ist insbesondere bei preisgünstigen Leichtmetallrädern die Korrosionsbeständigkeit. Vor allem winterliche Witterungsbedingungen und der damit verbundene Einsatz der Streustoffe Auftausalz, Sand oder Splitt können zu Schäden an der Lackschicht und somit zu Korrosion führen. Seit den 2000er Jahren werden allerdings vermehrt spezielle „Winter-Aluräder“ angeboten. Sie zeichnen sich durch eine im Vergleich zu Standard-Leichtmetallrädern erhöhte Stoß-, Schlag- und Kratzfestigkeit des Lacks und folglich auch durch eine verbesserte Korrosionsbeständigkeit aus.
Sofern nicht die vom Hersteller eines Kraftfahrzeuges für den jeweiligen Typ vorgesehenen „Original“-Leichtmetallräder verwendet werden, richtet sich die Zulässigkeit im Straßenverkehr danach, ob ihnen eine Allgemeine Betriebserlaubnis (ABE) beiliegt oder ob sie in die Fahrzeugpapiere eingetragen wurden.
Aluminiumräder können, sofern der Grad der Beschädigung es zulässt, repariert werden. Größere Schäden können nur an zwei- bzw. dreiteiligen Rädern repariert werden, indem das defekte Teil ausgetauscht wird. Bei diesen Reparaturen müssen auch die Schrauben (meist M7) erneuert werden, die Felge und Radscheibe verbinden, da sie als Dehnschrauben ausgelegt sind. Eine Verwendung von alten Felgenschrauben ist nicht zulässig. Einteilige Räder können nur oberflächlich behandelt werden (Aufpolieren der Oberfläche). Bei groben Schäden und (tiefen) Rissen ist ein Austausch der Felge unumgänglich. Mit der Räderreparatur befassen sich mittlerweile zahlreiche Anbieter. Moderne Instandsetzungsbetriebe arbeiten bei der Schadensbestimmung oft mit Röntgengeräten.

## Sonderformen
Eine heute kaum noch übliche Sonderform einer Nutzfahrzeugfelge ist die Trilex-Felge auch manchmal „Radkranz“ genannt, die am Umfang in drei ungleiche Segmente geteilt ist. Sie ist mit Spannpratzen am Radstern (vergleichbar mit der Radscheibe beim Pkw) befestigt. Bei einem Reifenwechsel (oder Abdichten des Schlauchs) verbleibt der Radstern am Fahrzeug. Die Felge wird demontiert und lässt sich mit einfachem Werkzeug (Montiereisen) aus dem Reifen entfernen, sodass der Schlauch geflickt werden kann.

## Bilder

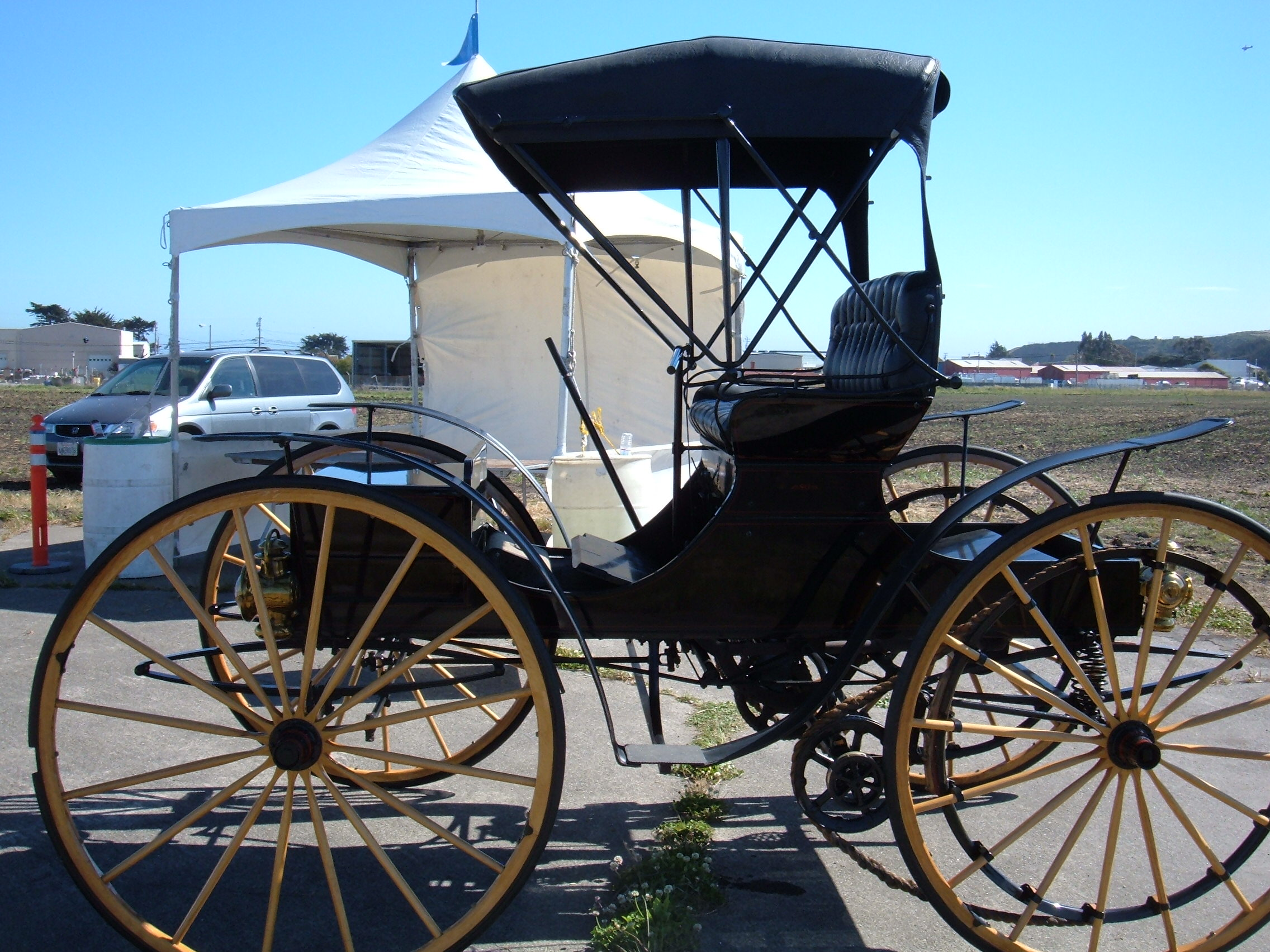
Eisenbereifte Holzräder an einem Highwheeler (Holsman Model 3 1904)
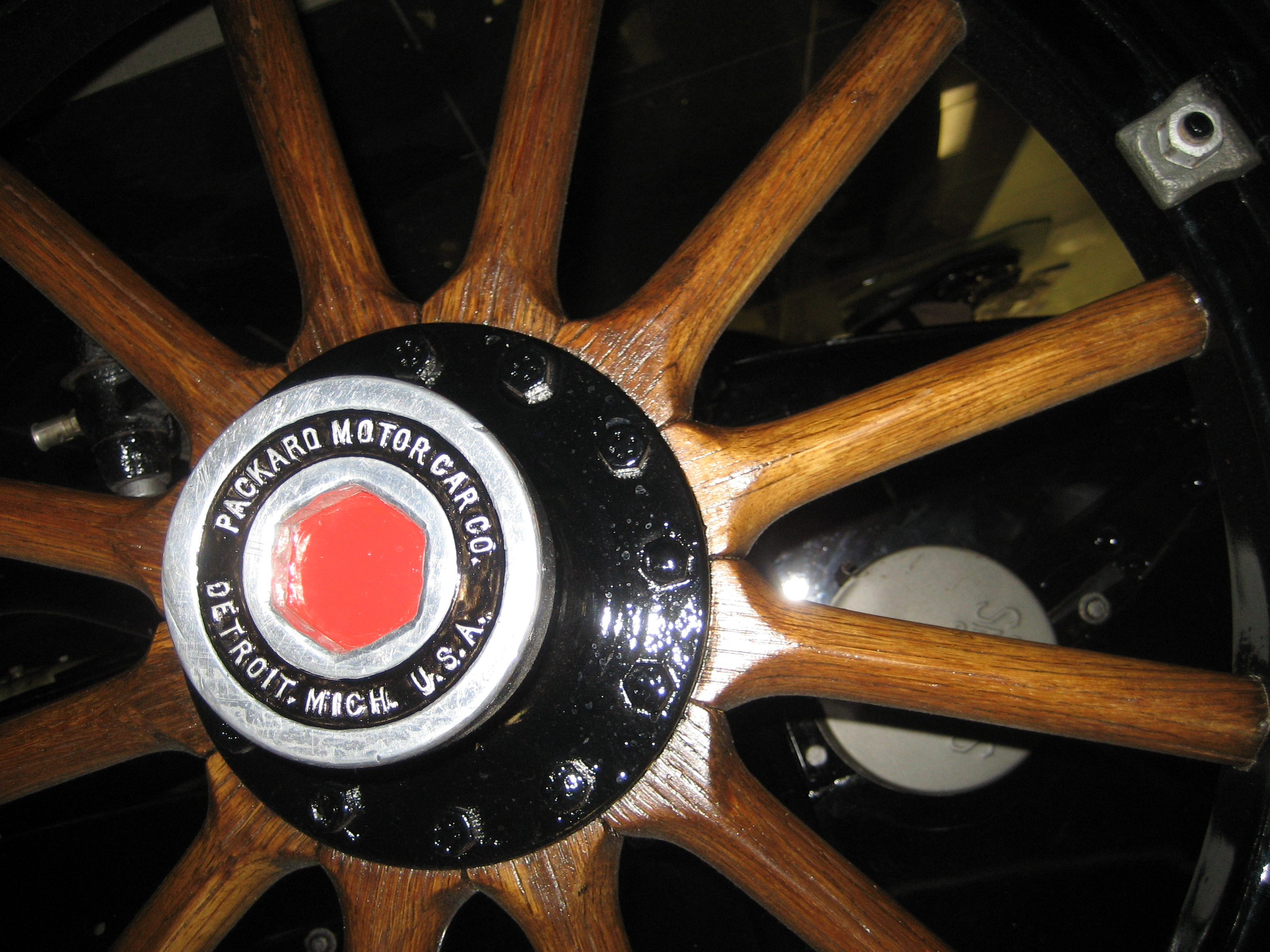
Holzspeichen-Artillerierad; Detail mit abnehmbar verschraubtem Radkranz. Beim Reifenwechsel blieben die Speichen am Fahrzeug (Packard Single Six 1923)
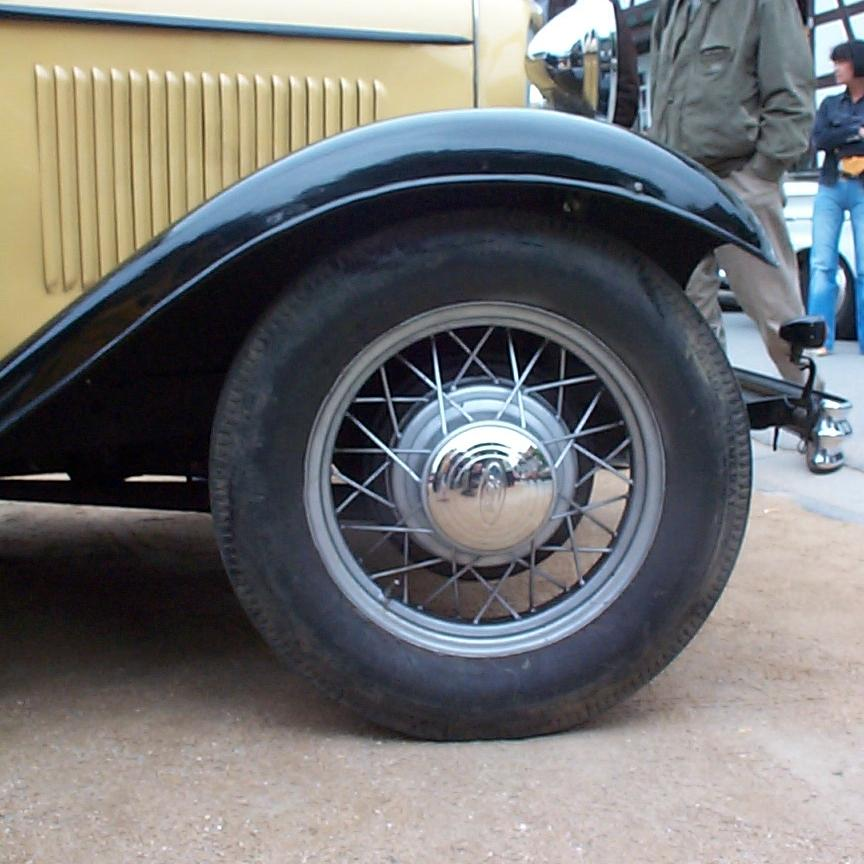
Drahtspeichenrad, Vorkriegsmodell (Ford 1932)
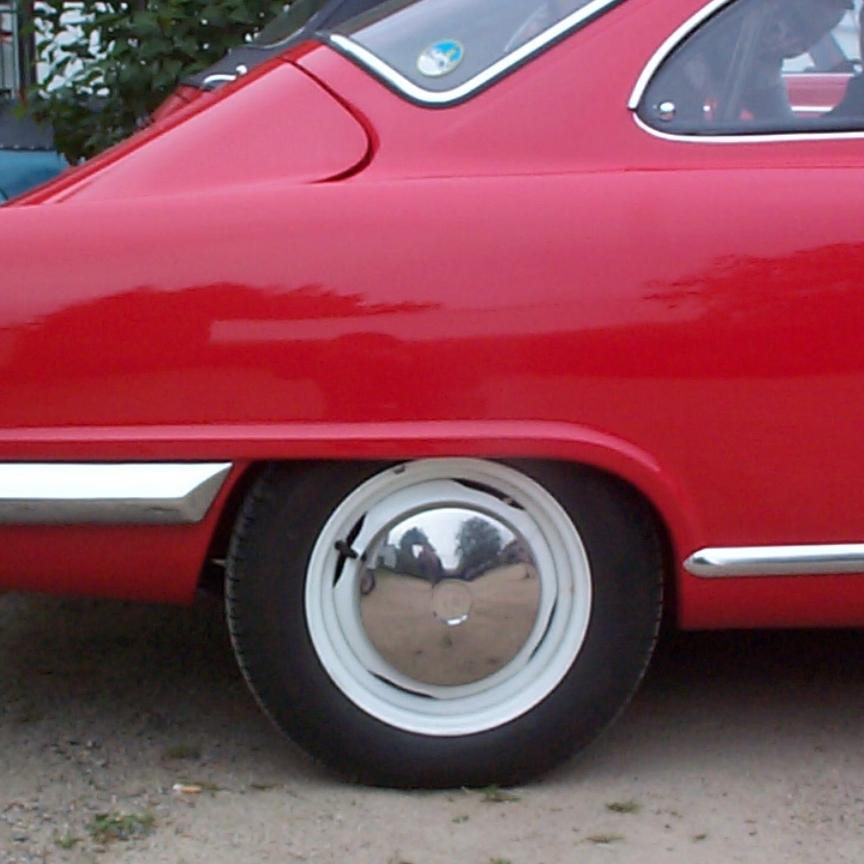
1950er-Jahre: Stahlscheibenrad mit verchromter Radkappe (NSU Sport-Prinz)
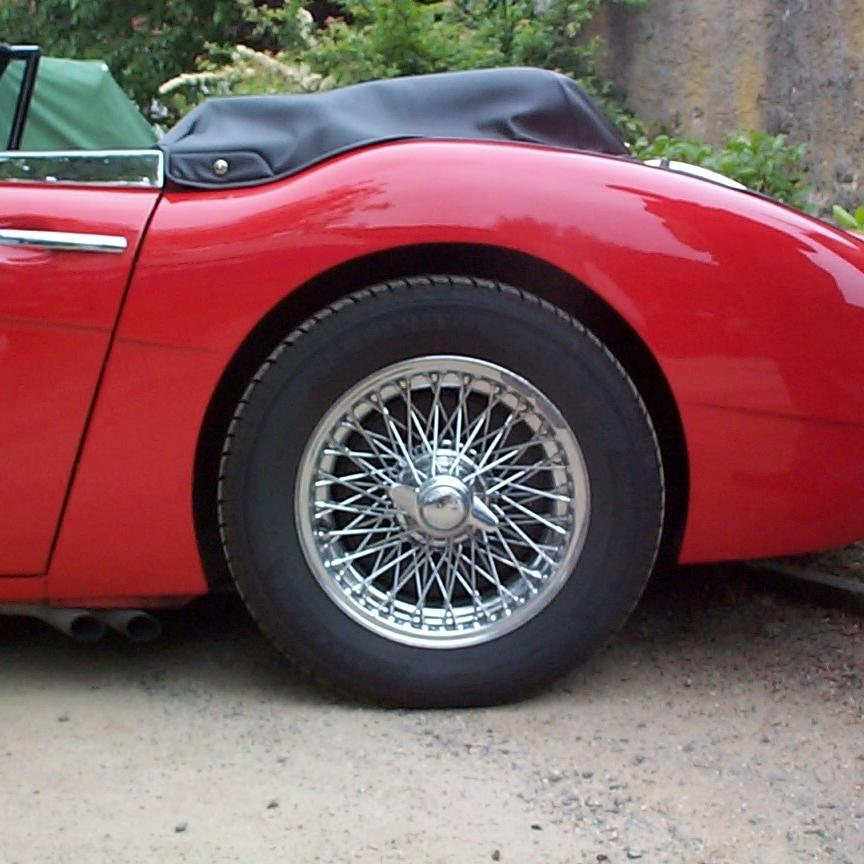
Drahtspeichenrad mit Zentralverschluss eines Roadsters der 1960er-Jahre (Austin-Healey)
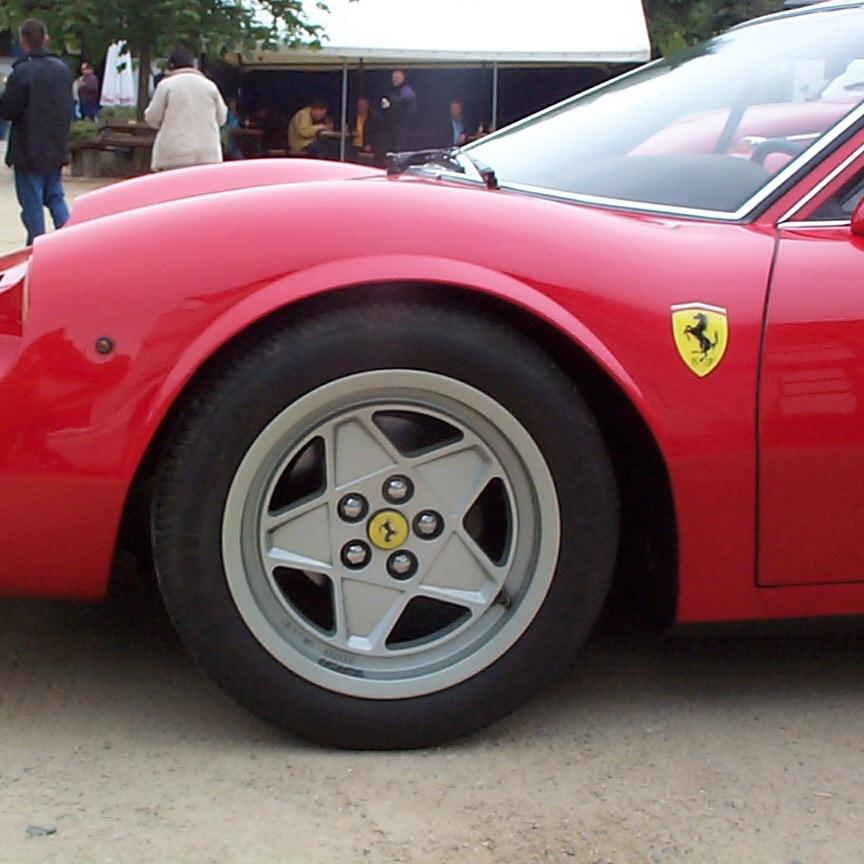
Leichtmetallrad in den 1960ern (Ferrari)
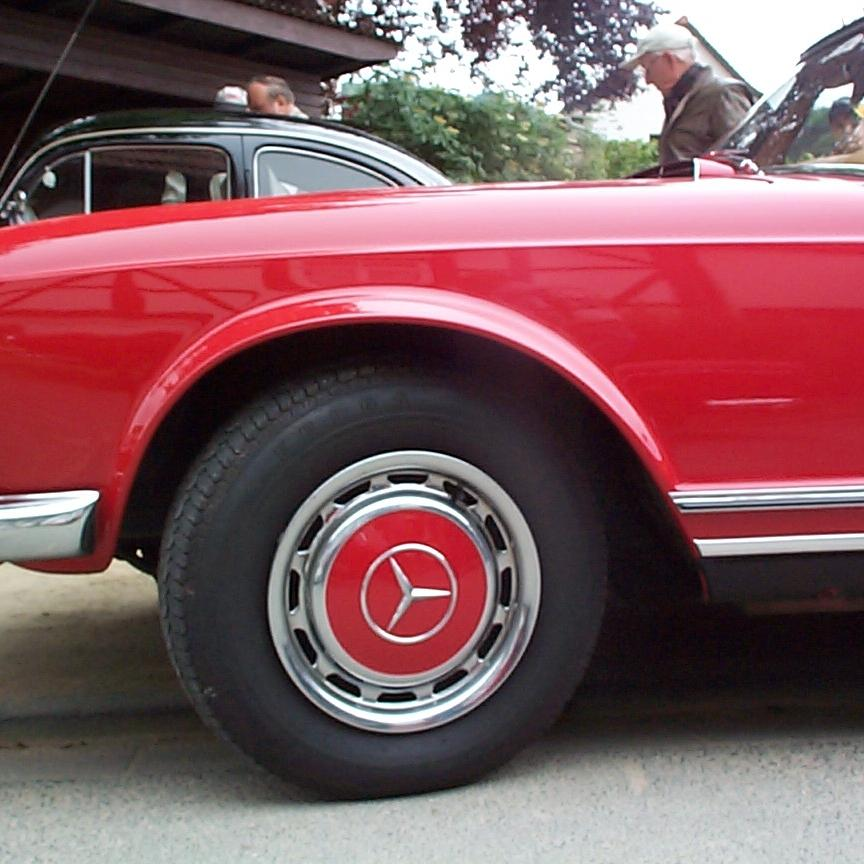
Mercedes-Benz-Radkappe der 1970er- und frühen 1980er-Jahre aus rostfreiem Stahl, teillackiert in Wagenfarbe
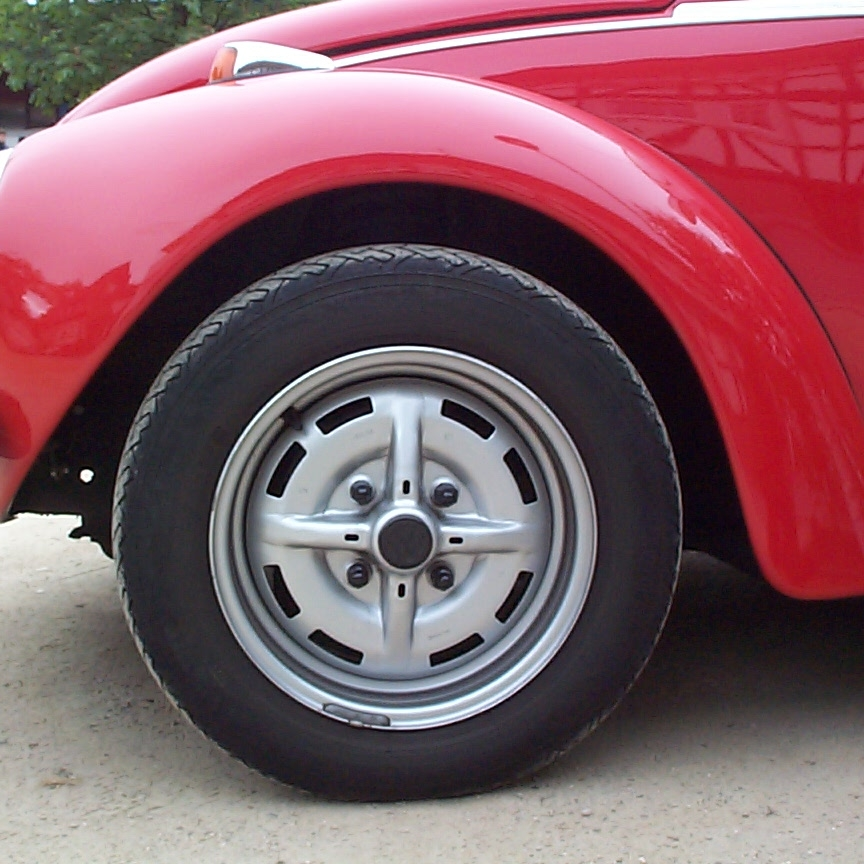
1970er Jahre: Stahlsportrad eines VW 1303 Cabriolet
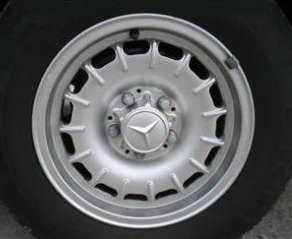
„Barockfelge“, Schmiederad aus Leichtmetall der Otto Fuchs KG für Mercedes-Benz 1968–1985
Leichtmetallrad der Avantgarde-Ausstattung des Mercedes W168 von 1999
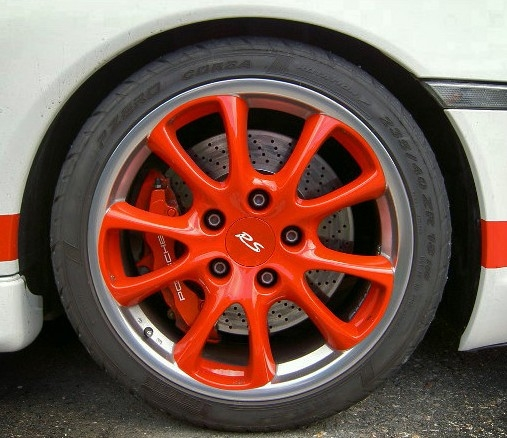
Rot lackiertes Leichtmetallrad am Porsche 996 GT3 RS (2003)
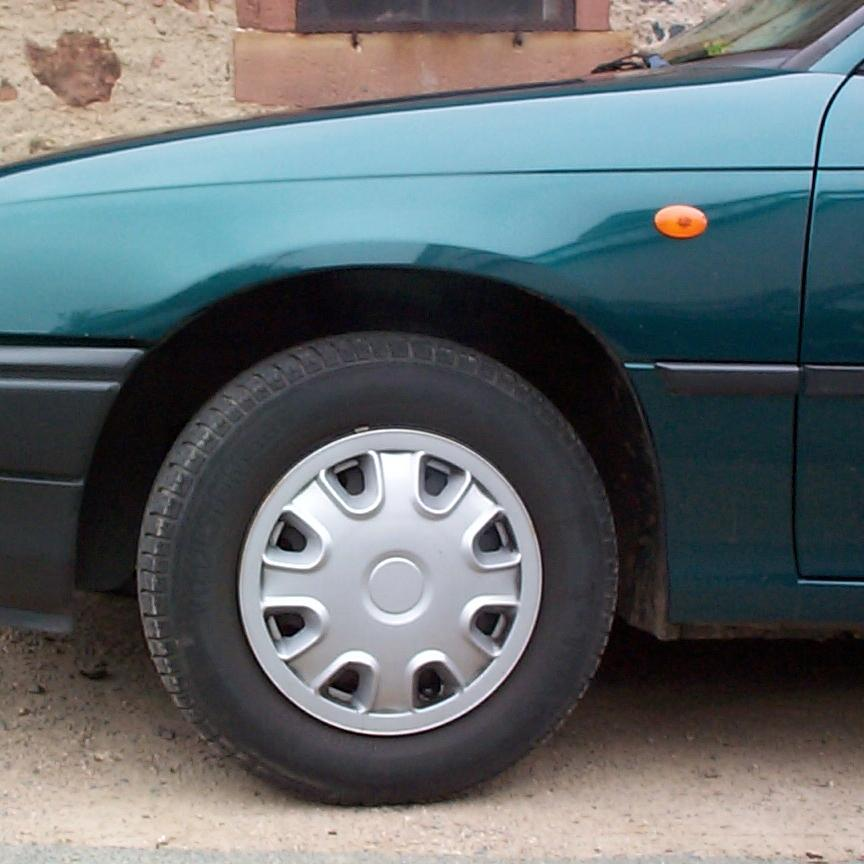
Silberfarbige Kunststoffradkappe
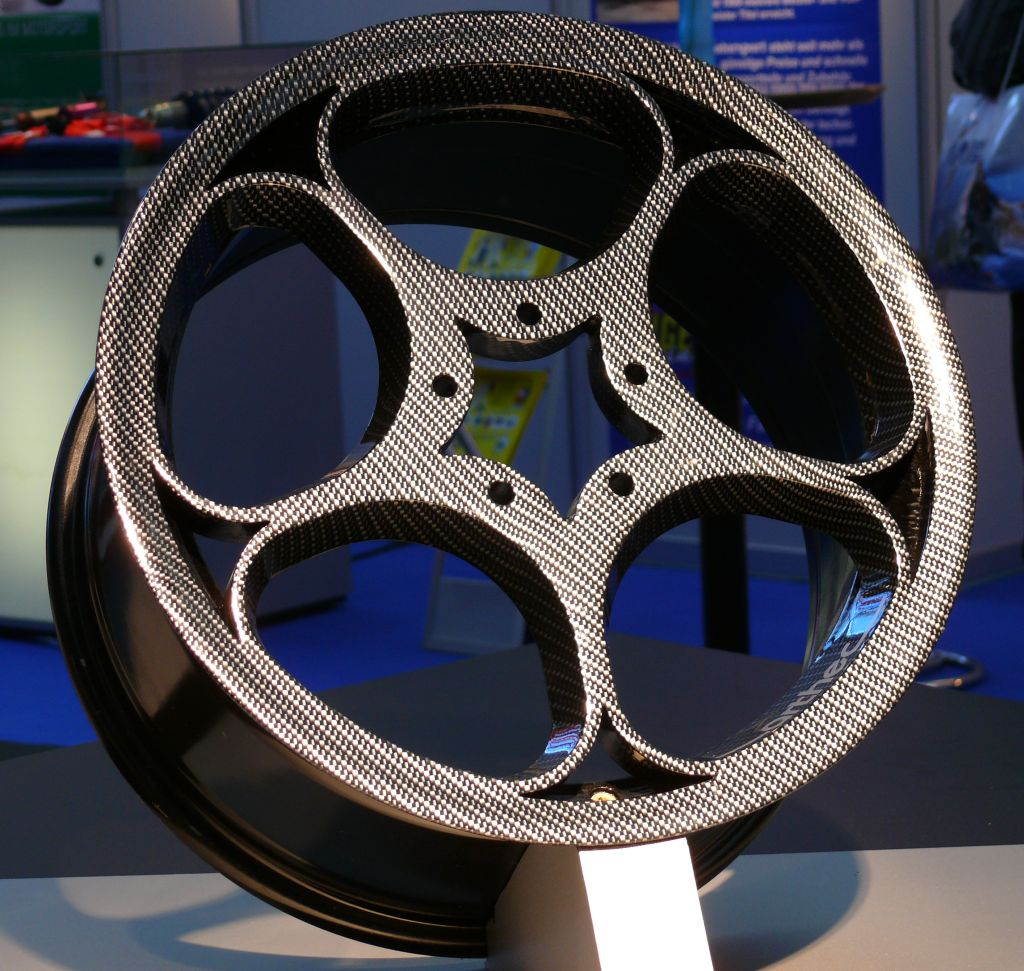
Rad aus CFK (mit Kohlenstofffasern verstärkter Kunststoff), Hersteller: Arthec Carbonrad GmbH
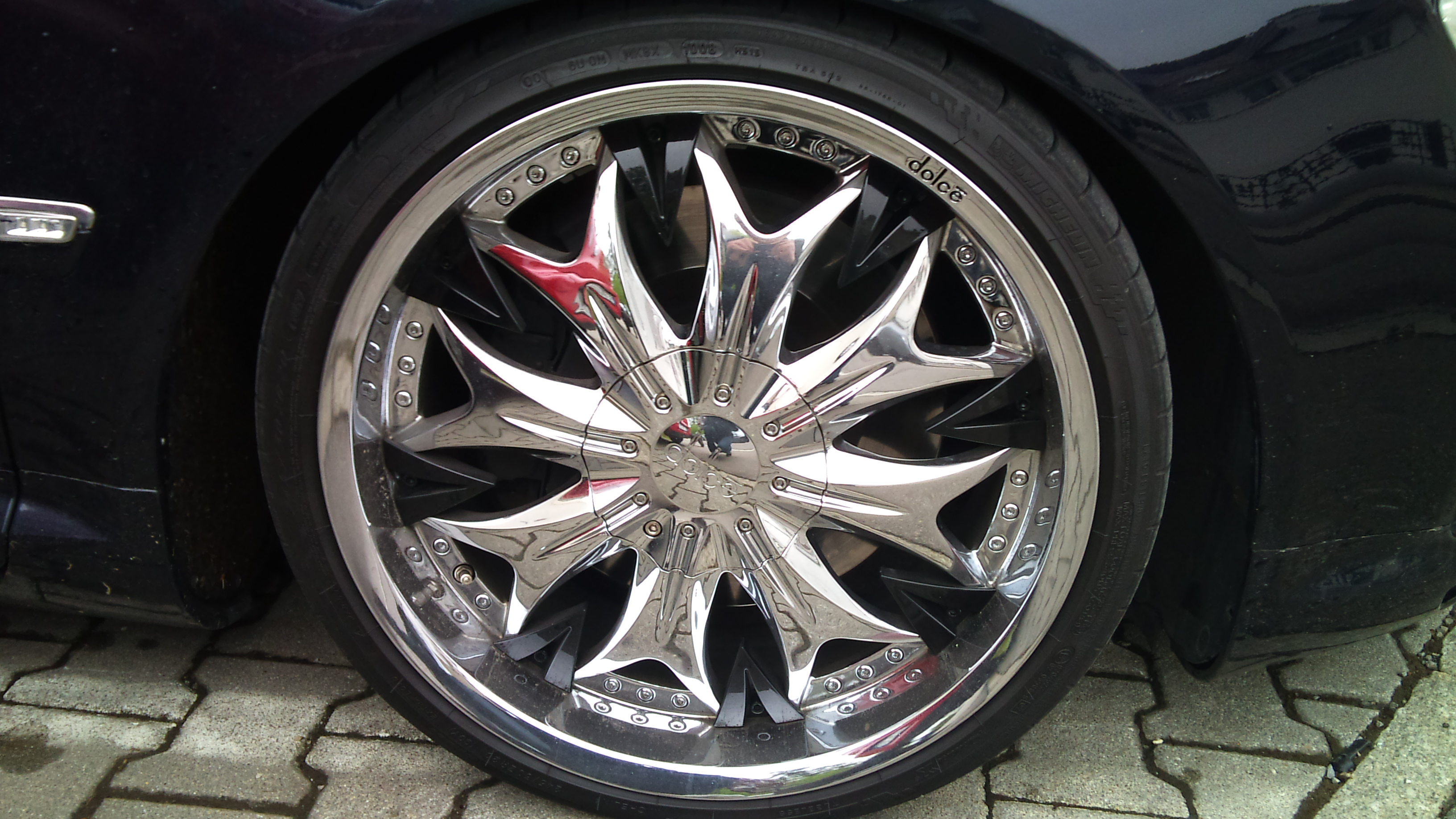
Verchromtes Leichtmetallrad
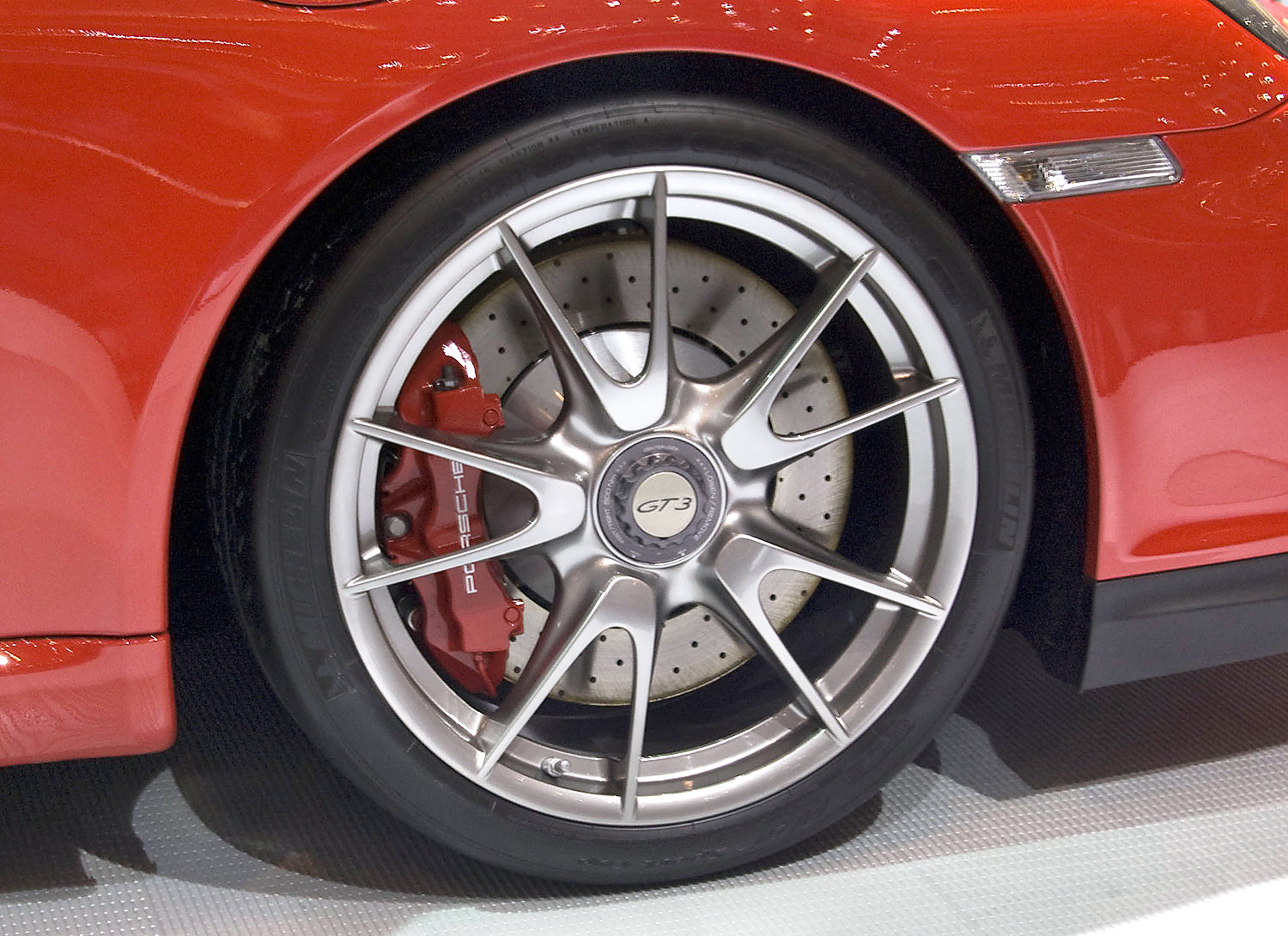
Modernes Leichtmetallrad mit Zentralverschluss (Porsche 911 Baujahr 2009)
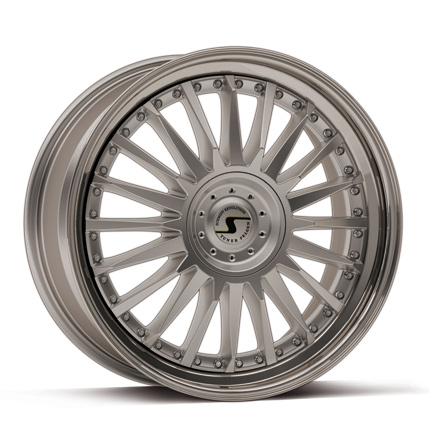
3-teiliges Verbundrad (Radinox-Außenbett)

## Maßangaben
Pkw-Humpfelgen sind in DIN 7817 und Nutzfahrzeug-(Nfz-)Felgen in DIN 7820 genormt.
Maßgebend für die zu verwendenden Reifen sind hauptsächlich der Durchmesser und die Breite der Felge.
- Der Felgendurchmesser wird zwischen den Felgenschultern ermittelt. Er entspricht dem Innendurchmesser des zu verwendenden Reifens und wird als Zoll-Code angegeben.
- Die Felgenbreite wird zwischen den Felgenhörnern gemessen (dem Innenabstand) und auch als Maulweite bezeichnet.

Ob ein Rad an einem Fahrzeug aus technischer Sicht montiert werden kann, hängt ab von Lochzahl und Lochkreis des Lochkranzes, vom Durchmesser der Radnabenbohrung und von der Einpresstiefe:
- Die Zahl der Löcher, mit denen das Rad festgeschraubt wird, ist mindestens drei, üblicherweise jedoch vier oder fünf; bei Geländewagen oder Lastwagen mehr (Ausnahme: Zentralverschluss durch Flügelmutter wie beim Roadster im Bild weiter oben).
- Der Lochkreis (LK) bezeichnet den Durchmesser in mm des Kreises, auf dem die Mittelpunkte der Schraubenlöcher liegen.
- Die Mittenbohrung ist die mittige Bohrung, mit der das Rad auf den Radflansch aufgesteckt wird.
- Die Einpresstiefe (ET) gibt die Abweichung zwischen der Radmitte und der inneren Anlagefläche der Radscheibe auf der Radnabe (als Spiegel bezeichnet), also der Bremstrommel oder Bremsscheibe, an. Sie wird in mm angegeben. Ist die Einpresstiefe 0 mm, liegt das Rad in der Symmetrieebene des Reifens auf der Bremstrommel auf. Ist sie größer als 0, also eine positive ET, reicht das Rad weiter nach innen, das heißt, die Spurweite (gemessen von Reifenmitte zu Reifenmitte) wird kleiner. Bei einer negativen ET wird die Spurweite vergrößert und das Rad wandert weiter nach außen.

Statt des Kürzels ET verwenden einige Hersteller auch die englische Bezeichnung Offset (Abkürzung OS), beispielsweise Ford, oder wie z. B. BMW die Abkürzung IS (=Insertion).
- Ebenfalls ist der Durchmesser der Löcher am Lochkreis entscheidend, so verwenden beispielsweise Mercedes-Benz und Volkswagen für ihre Transporter Räder mit identischen Abmessungen, die Montageschrauben haben jedoch in einem Fall 12 mm-, im anderen aber 14 mm-Gewinde.

Beispiel einer Pkw-Räderbezeichnung:
- 7½J× 16 H2 ET15, LK 5×110 MZ57

Felgenbezeichnungen

  - 7½ = Maulweiten-Code (Felgenbreite), entspricht der Maulweite in Zoll (von Innenseite des Felgenhorns zu Felgenhorn)
  - J = Bezeichnung für die Felgenhornausführung (hier: Form J, entspricht einer Höhe von 17,3 mm), andere Ausführungen: H, P, K, JK etc.
  - × = Kennzeichnung einer einteiligen Tiefbettfelge (× wird heute als „mal“ gesprochen, ursprünglich war die Sprechweise „X“ vorgesehen), andere Ausführung: – (sprich „Strich“) bezeichnet eine mehrteilige Flachbettfelge
  - 16 = Felgendurchmesser-Code, entspricht etwa dem Felgendurchmesser in Zoll (gemessen an der Felgenschulter)
  - H2 = Hump in diesem Fall beidseitig (2) (verhindert das Reifenabrutschen ins Tiefbett bei Kurvenfahrt)
  - ET 15 = Einpresstiefe positiv (+)15 mm (bei negativer ET steht das Minuszeichen davor, zum Beispiel ET −15)
  - LK = Lochkreis des Rades
  - 5× = Anzahl der Bolzenlöcher
  - 110 = Durchmesser des Lochkreises in mm, der durch die Mitte der Befestigungslöcher verläuft
  - MZ = Nabenbohrung oder auch Mittellochzentrierung (MZ) genannt, hier als Beispiel 57 mm Durchmesser

Fahrzeuge haben unterschiedliche Nabenbohrungen. Leichtmetallräder im Tuningbereich haben in der Regel größere Bohrungen. Mit Hilfe eines Zentrierringes (aus Kunststoff) wird der Unterschied im Durchmesser vom Rad zum Fahrzeug angeglichen. Stahlräder sind nur mit demselben Bohrungsdurchmesser wie beim Fahrzeug erhältlich.
Die Angabe bezeichnet also ein Rad mit einteiliger Tiefbettfelge mit Doppelhump, 7,5" Maulweite, 16" Durchmesser, einem Felgenhorn in J-Ausführung, einer positiven Einpresstiefe von 15 mm und 5 Befestigungslöchern auf einem Kreis mit 110 mm Durchmesser verteilt. Die Humpausführung lässt auf die Verwendbarkeit von schlauchlosen Reifen schließen, ist aber nicht zwingend.

## Montage von Autorädern
Autoräder werden demontiert, indem die Radmuttern oder -schrauben gelockert werden, dann das Fahrzeug angehoben wird und die Radmuttern oder -schrauben ganz gelöst werden. Danach kann das Rad von der Nabe abgenommen und das neue Rad in umgekehrter Reihenfolge der Arbeitsschritte montiert werden. Nach dem Aufziehen von neuen Reifen werden die Räder vor der Montage am Fahrzeug ausgewuchtet. Ein sog. Zentrierbolzen kann verwendet werden, um das Rad wieder exakt zum Verschrauben auf die Radnabe zu setzen. Beim Einbau wird nach dem Einsetzen der Radschrauben und vor dem Ablassen des Fahrzeugs die Verschraubung meist mit einem Schlagschrauber oder einem Drehmomentschlüssel festgezogen, wobei das jeweilige Anzugsdrehmoment des Herstellers zu beachten ist.
Sofern das Rad ein Felgenschloss besitzt, kann die entsprechende Radschraube nur mittels Spezialwerkzeug festgezogen bzw. gelöst werden.
Sind die montierten Räder keine Originalteile des Fahrzeugherstellers, benötigen sie entweder eine allgemeine Betriebserlaubnis (ABE) des Kraftfahrtbundesamtes, deren Nummer als KBA-Nummer auf dem Rad angegeben ist, oder sie müssen von einem amtlich anerkannten Sachverständigen in die Fahrzeugpapiere eingetragen werden. Die Verwendung von Rädern ohne ABE bzw. Eintragung führt zum Erlöschen der Betriebserlaubnis des Fahrzeugs und ist ordnungswidrig.

## Tachoanzeige
Ein Tachometer misst die Drehzahl der Autoräder und errechnet daraus die (theoretische) Geschwindigkeit des Autos (Schlupf vernachlässigt). Wenn die Felge auf einen anderen Durchmesser gewechselt wird, aber auch bei jeder anderen Reifengrößen-Änderung, ist darauf zu achten, dass der Abrollumfang des Rades dennoch gleich bleibt. Das ist durch Wahl eines anderen Reifenquerschnitts erreichbar. Gelingt diese Anpassung nur unzureichend, stimmt die angezeigte Geschwindigkeit nicht mehr, was durch eine Tachojustierung behoben werden muss.